# Masdevallia valenciae
Masdevallia valenciae är en orkidéart som beskrevs av Carlyle August Luer och Rodrigo Escobar. Masdevallia valenciae ingår i släktet Masdevallia och familjen orkidéer. Inga underarter finns listade i Catalogue of Life.